# Temple protestant de Brive-la-Gaillarde
Le temple protestant de Brive-la-Gaillarde est un lieu de culte situé à Brive-la-Gaillarde, en Corrèze. La paroisse est membre de l'Église protestante unie de France.

## Histoire

### Sous l'Ancien Régime

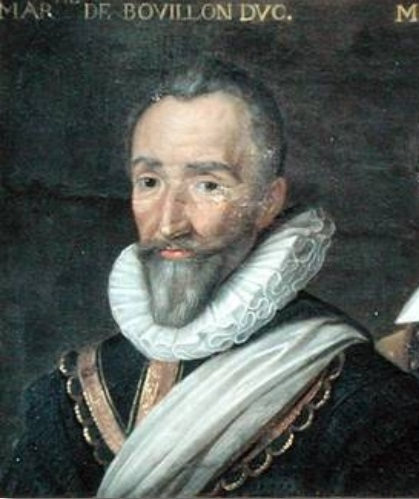
Portrait de Henri de La Tour d'Auvergne, vers 1650, conservé au Château de Beauregard.

À la Renaissance, sous les La Tour d'Auvergne, le vicomté de Turenne passe à la Réforme. Le calvinisme, propagé par les commerçants et bateliers de la Dordogne, se diffuse dans la région, jusqu'à Brive-la-Gaillarde, à 13 km. En 1575, après le massacre de la Saint-Barthélemy, le vicomte Henri de La Tour d'Auvergne se convertit publiquement au protestantisme et s'engage aux côtés d'Henri de Navarre (Henri IV). Il devient duc de Bouillon et prince de Sedan. La forteresse de Turenne devient une place forte huguenote durant des guerres de Religion.
Henri de la Tour d'Auvergne épouse en 1595 Élisabeth Flandrika d'Orange-Nassau, fille de Guillaume Ier, prince d'Orange et Stathouder de Hollande. Leur fils cadet Henri (1611-1675), maréchal de France, reçoit le surnom de « grand Turenne ». Il se convertit au catholicisme en 1668 sous l'influence de Bossuet. Après la révocation de l'édit de Nantes en 1685, le pasteur de Turenne revient de Hollande, où il s’était exilé, et prêche clandestinement en France pendant six ans. Le 8 mai 1738, le vicomté de Turenne est vendu à Louis XV, le dernier des vicomtes de la famille, et perd sa quasi-indépendance.

### Époque contemporaine
Le temple de Brive-la-Gaillarde est édifié à l'initiative du pasteur Cornelis Willem Cremer (1848-1930), dans un style anglais en hommage à la confession de son épouse, Mary Walker, anglicane originaire de Cannock, dans le comté du Staffordshire. Le pasteur  Cremer est d'origine hollandaise, né à Batavia, capitale des Indes orientales néerlandaises (Indonésie). Il développe la communauté protestante de Brive, et à la mort de son père consacre une partie de son héritage à la construction du temple. Il est inauguré le 11 octobre 1891 par le secrétaire général de la Société évangélique de France, le pasteur Mouron. En 1895, le pasteur Cremer, nommé secrétaire adjoint de la Société d'évangélisation de France, déménage en région parisienne. En 1898, lui est confié le temple du foyer évangélique du 153 avenue Ledru-Rollin, aujourd'hui désaffecté.
Une réhabilitation du temple de Brive-la-Gaillarde a lieu en 2001 et 2010, sous le ministère du pasteur Gérard Strumpler. En 2013 est restaurée la maison paroissiale, avec la salle rendant hommage au philosophe protestant Jacques Ellul. La communauté protestante de la Corrèze et du nord du Lot rassemble près de 180 familles.

## Architecture
Le temple occupe l'angle de l'avenue Maréchal-Foch et de la rue Bertrand-de-Born. Il a une architecture avec des pierres de taille et une pignon sur rue charpente apparente. Sur le portail est gravé en lettres capitales « Nous prêchons Christ crucifié I.Cor.I.23 / lequel a été livré pour nos fautes et est / ressuscité pour notre justification. Rom.IV.25 », deux citations de la Première épître aux Corinthiens chapitre 1 verset 23, et de l'Épître aux Romains, chapitre 4 verset 25.